# Asperula pyrenaica
Asperula pyrenaica ist eine Pflanzenart in der Familie der Rötegewächse (Rubiaceae). Sie ist nur in den Pyrenäen beheimatet.

## Beschreibung

### Erscheinungsbild und Blatt
Asperula pyrenaica wächst als mehr oder weniger rasenbildende, ausdauernde krautige Pflanze mit Wuchshöhen von 3 bis 20 (selten 30) Zentimeter. Sie besitzt Pfahlwurzeln. Die nicht blühenden Pflanzen sind grün gefärbt. Die schwachen, durchgehend krautigen und vierkantigen Stängel sind üblicherweise im unteren Bereich warzenförmig kurz behaart und oben verkahlend. Die Blattabstände im mittleren Bereich sind ein- bis zu zweimal (selten dreimal) so lang wie die Laubblätter.
Die gegenständigen Laubblätter sind zusammen mit den gleich aussehenden Nebenblättern bis zu vierzählig wirtelig angeordnet. Die dichtbüschelig stehenden basalen Laubblätter besitzen einfache, eiförmige bis verkehrt-eiförmige Blattspreiten. Die einfachen Blattspreiten der Stängelblätter sind 8 bis 16 Millimeter lang und 0,3 bis 1,3 Millimeter breit. Die Spreitenspitze ist hyalin ausgebildet. Der Spreitenrand ist schwach nach unten eingerollt und oft kurz gewimpert. Die Mittelrippe reicht oft bis zu mehr als drei Viertel der Blattspreitenlänge.

### Blütenstand, Blüte und Frucht
Die Blütezeit dauert von Mai bis September. Die Blüten stehen gemeinsam mit schmal lanzettlichen Tragblättern in schirmförmigen Blütenständen zusammen. Die zwittrigen Blüten sind radiärsymmetrisch und vierzählig. Die Kelchblätter sind entweder reduziert oder fehlen. Die vier rosafarbenen Kronblätter sind zu der stielteller- bis schmal trichterförmigen, außen kurz oder warzenförmig behaarten Krone mit einem Durchmesser von 2,8 bis 4 Millimeter sowie der Kronröhre verwachsen. Die Kronröhre ist ein- bis eineinhalbmal (selten bis zweimal) so lang wie die Kronzipfel. Es wird ein Kreis mit vier, die Krone nicht überragenden Staubblättern gebildet.
Zwei Fruchtblätter sind zu einem unterständigen, eiförmigen und papillösen Fruchtknoten verwachsen, dessen zwei Kammern nur je eine Samenanlage enthalten. Der zweigeteilte Griffel ragt mit der Narbe nicht über die Krone hinaus.
Die Früchte von Asperula pyrenaica sind trockene, eiförmige und papillöse Zerfallsfrüchte, die sich in zwei Teilfrüchte von 1,5 bis 2 Millimeter Größe aufspalten.

## Vorkommen
Asperula pyrenaica ist in den spanischen und französischen Pyrenäen endemisch und kommt in Höhenlagen von 1200 bis 2700 Meter vor.

## Systematik
Die Erstveröffentlichung von Asperula pyrenaica erfolgte 1753 durch Carl von Linné in Species Plantarum, Band 1, S. 104. Ein Synonym – das manchmal aber auch als gültiges Taxon behandelt wird – für Asperula pyrenaica ist Asperula cynanchica subsp. pyrenaica (L.) Nyman.
Luis Villar Peréz beschrieb 1988 in Monografias del Instituto Pirenaico de Ecologia, Band 4, Seite 379, eine Varietät Asperula pyrenaica var. ansotana (P.Monts. & L.Villar) L.Villar.
Asperula pyrenaica gehört zur Sektion Cynanchicae innerhalb der Gattung Asperula. Sie bildet dort zusammen mit möglicherweise verwandten Arten mit disjunktem Areal (die Gebirgsregionen besiedelnden Asperula beckiana, Asperula neglecta, Asperula neilreichii und Asperula rupicola) die „Asperula pyrenaica-Gruppe“.